# Calumet (Michigan)
Calumet ist ein Village in Calumet Township, Houghton County, im US-Bundesstaat Michigan auf der oberen Halbinsel, das einst das Zentrum der Bergbauindustrie war. Das U.S. Census Bureau hat bei der Volkszählung 2020 eine Einwohnerzahl von 621 auf einer Fläche von 0,5 km² ermittelt.
Der Ort ist auch als Red Jacket bekannt und umfasst den Calumet Downtown Historic District, der im National Register of Historic Places (NRHP) aufgeführt ist.

## Geschichte
Das heutige Calumet wurde 1864 besiedelt, ursprünglich unter dem Namen „Red Jacket“, benannt nach einem indianischen Häuptling des Seneca-Stammes. Bis 1895 wurde der Name „Calumet“ von der nahe gelegenen Stadt Laurium, Michigan, verwendet; das heutige Calumet wurde erst 1929 rechtlich so benannt.
Red Jacket wuchs aufgrund der Kupferminen in der Gegend. Es wurde 1867 als Stadt gegründet. Die Kupferminen waren besonders ergiebig; die in Boston ansässige Calumet and Hecla Mining Company produzierte von 1871 bis 1880 mehr als die Hälfte des Kupfers der Vereinigten Staaten. Neben dem Kupferbergbau und der Kupferverhüttung unterstützte die Region auch die Milchwirtschaft und die Landwirtschaft. Viele Einwanderer (u. a. aus Polen) ließen sich im späten 19. Jahrhundert dort nieder.

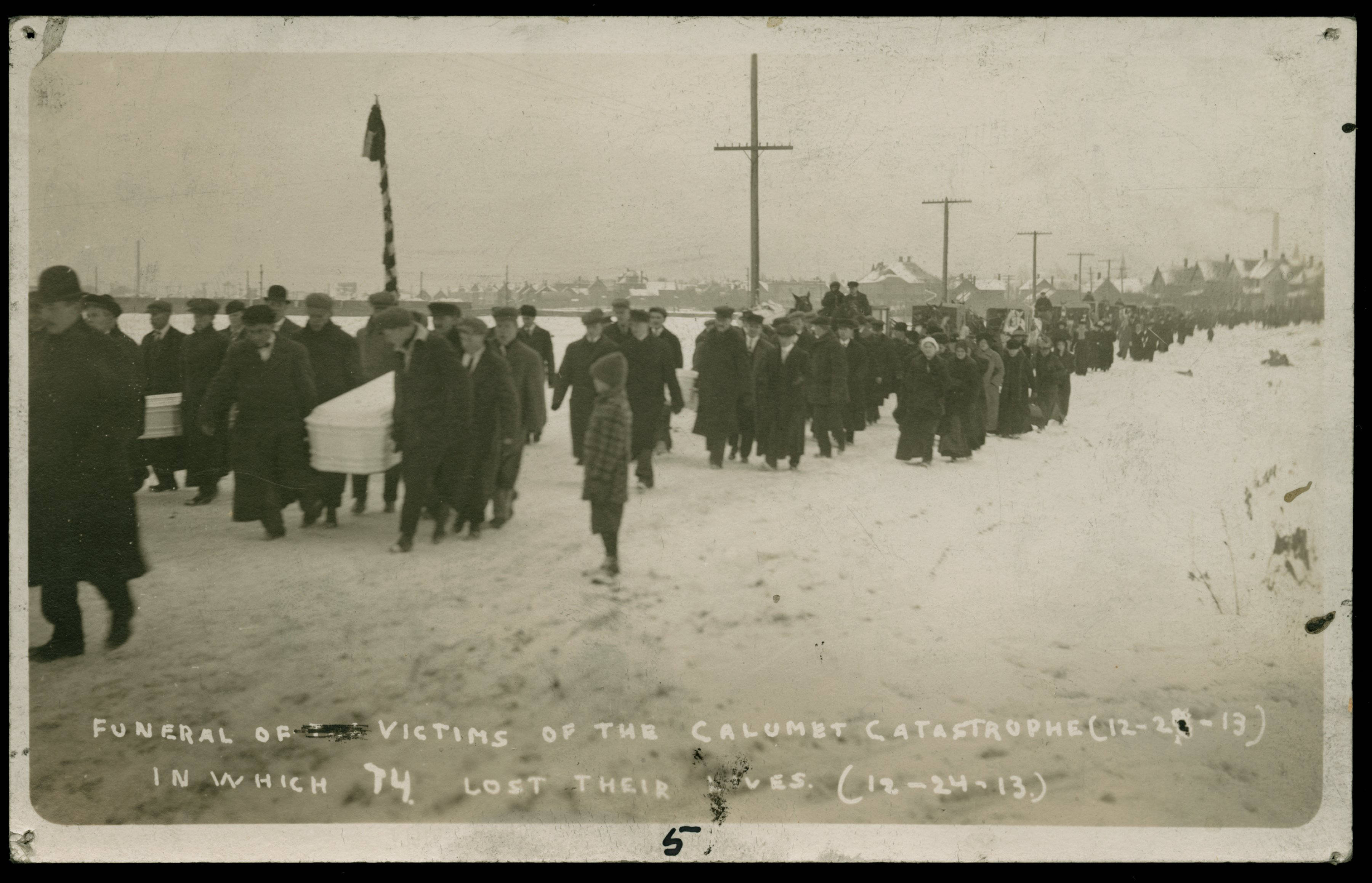
Beerdigung der Opfer aus der Italian Hall (24. Dezember 1913)

Im Jahr 1900 hatte Red Jacket eine Bevölkerung von 4668 Einwohnern, und Calumet Township, das Red Jacket und die nahegelegenen Bergbaustädte umfasste, hatte eine Bevölkerung von 25.991. Doch 1913 litt Red Jacket unter dem Copper Country Strike von 1913/1914, und die Bevölkerung begann zu sinken. Im selben Jahr war die Stadt Schauplatz des Italian Hall Disasters. Streikende Bergarbeiter und ihre Familien waren an Heiligabend zu einer Party in der Italian Hall versammelt, als der Schrei „Feuer“ eine Massenpanik auslöste, die 73 Opfer, die meisten davon Kinder, erdrückte oder erstickte. Die Identität der Person(en), die die Massenpanik auslöste(n), wurde nie geklärt. Das Lied 1913 Massacre des Folksängers Woody Guthrie basiert auf diesem Ereignis.
Mit der gesunkenen Nachfrage nach Kupfer verließen in den 1920er Jahren Tausende Red Jacket, viele zogen nach Detroit, wo die Autoindustrie boomte.
Während der Großen Depression wurden fast alle Minen geschlossen. Infolgedessen zogen viele Bergleute und ihre Familien weg, um Arbeit zu finden. Im Jahr 1950 betrug die Einwohnerzahl von Calumet 1256 Personen. Vor allem während des Zweiten Weltkriegs wurde der Bergbau in der Gegend weiter betrieben, bis er 1968 durch einen Streik der Arbeiter vollständig eingestellt wurde.

## Demografie
Nach einer Schätzung von 2019 leben in Calumet 687 Menschen. Die Bevölkerung teilt sich auf in 86,6 % Weiße, 0,8 % Afroamerikaner, 0,7 % amerikanische Ureinwohner und 4,7 % mit zwei oder mehr Ethnizitäten. Hispanics und Latinos aller Ethnien machten 6,4 % der Bevölkerung aus. Das mittlere Haushaltseinkommen lag bei 22.302 US-Dollar und die Armutsquote bei 30,6 %.

## Persönlichkeiten
- Ferdinand J. Chesarek (1914–1993), Viersterne-General der United States Army
- James Tolkan (* 1931), Schauspieler